# Пісковий Іван Миколайович
Іван Миколайович Пісковий (нар. 7 лютого 1941, с. Хлистунівка, Городищенський район, Черкаська область, Українська РСР, СРСР) — український дипломат. Надзвичайний та Повноважний Посол України в Німеччині (1992—1994).

## Життєпис
Народився 7 лютого 1941 року в с. Хлистунівка Городищенський район на Черкащині. У 1960 році закінчив Городищенський сільгосптехнікум, отримав диплом агронома. Московський державний інститут міжнародних відносин (1968).
Після закінчення навчання працював агрономом в місті Новоазовськ на Донеччині. У 1961 році був призваний до лав Радянської Армії, де проходив службу в авіації, рік навчався на радіомеханіка в Могилів-Подільському. Очолював радіостанцію в місті Оранієнбург під Берліном, що обслуговувала транспортний авіаполк в складі Групи радянських військ в НДР.
У 1963 році вступив до Московського державного інституту міжнародних відносин, який закінчив з відзнакою у 1968 році.
З 1968 по 1972 — референт-стажист, секретар консульського відділу, аташе посольства СРСР в Австрії.
З 1973 по 1974 — аташе, 3-й секретар 3-го європейського відділу МЗС СРСР.
З 1975 по 1982 — 2-й, 1-й секретар посольства СРСР у ФРН.
З 1983 по 1986 — радник, завідувач сектору 3-го європейського відділу МЗС СРСР.
З 1987 по 1992 — радник посольства СРСР у ФРН.
В кінці грудня 1991 року Анатолій Зленко і Дмитро Павличко в Бонні погодили з міністром закордонних справ ФРН Ганс-Дітріх Геншером кандидатуру Івана Піскового на посаду посла України.
З 06.03.1992 по 07.06.1994 — Надзвичайний та Повноважний Посол України в Німеччині. 24 квітня 1992 року вручив вірчі грамоти Президентові Німеччини Ріхарду фон Вайцзеккеру. Сприяв створенню мобільного зв'язку в Україні. 1 липня 1993 року вперше в Україні було встановлено мобільний зв'язок між абонентами Леонідом Кравчуком та Іваном Пісковим, розмова тривала 40 секунд, в присутності журналістів.  
З 1994 року працював в одній із німецьких фірм, та продовжував свою роботу в почесному консульстві України в Дюссельдорфі. Деякий час займався приватним бізнесом.
Проживаючи в Москві, з 2008 року він був помічником народного депутата України на громадських засадах.

## Дипломатичний ранг
- Надзвичайний і Повноважний Посол (1992)